# 塔克 (阿肯色州)
塔克（英語：Tucker）是位於美國阿肯色州傑佛遜縣的一個非建制地區。該地的面積和人口皆未知。

## 地理
塔克的座標為34°26′40″N 91°57′16″W / 34.44444°N 91.95444°W，而該地的平均海拔高度為69米（即226英尺）。